# Teodor II Laskarys
Teodor II Laskarys (ur. 23 listopada 1221, zm. 16 sierpnia 1258) – cesarz nicejski w latach 1254–1258. Syn i następca cesarza Jana III.
Znany jest głównie z dwóch udanych kampanii, dzięki którym odzyskał Trację od Bułgarów (1255–1256). Był zdolnym władcą, lecz o słabym zdrowiu (cierpiał na epilepsję) i zmarł przedwcześnie zaledwie po czterech latach panowania. Żoną Teodora była Helena, córka bułgarskiego cara Iwana Asena II.

## Życie

### Cesarz
Teodor II Laskarys był synem Jana III Watatzesa i jego pierwszej żony Ireny Dukainy Komneny Laskariny. Urodzony w 1221 roku, od dzieciństwa cierpiał na silną postać epilepsji. Studiował u Nicefora Blemmydesa, a następnie u Jerzego Akropolity. Lata młodości wypełniły mu badania naukowe, studia filozoficzne i dociekania teologiczne. W 1233 roku w okresie zbliżenia ojca z carem Iwanem Asenem II mającego na celu wspólny atak na Cesarstwo Łacińskie zaręczył się a następnie poślubił córkę cara, Helenę. W 1238 roku i w latach 1244–1246 sprawował w imieniu ojca zarząd nad Azją Mniejszą. Po nagłej śmierci Jana, III 3 listopada 1254 roku, spowodowanej atakiem epilepsji, wstąpił na tron nicejski. Uroczysta koronacja cesarska miała miejsce 25 grudnia 1254 roku. Przyjął wówczas, po matce, cesarskie nazwisko Laskarys. Wstąpiwszy na tron uczynił z dworu w Nicei ośrodek naukowy, porównywany przez współczesnych do starożytnych Aten. Wokół cesarza skupiła się elita uczonych greckich tego czasu.
Pomimo ciężkiej choroby i zainteresowań naukowych Teodor II okazał się władcą energicznym. Miał niezwykle wysokie mniemanie na temat godności cesarskiej. Rządził państwem osobiście, kierując się wyłącznie własnym zdaniem. Despotycznym postępowaniem zraził sobie możnowładztwo nicejskie, o którego roszczeniach nie chciał nawet słyszeć. Swoim najbliższym doradcą uczynił, człowieka niskiego pochodzeniem, Jerzego Muzalona. Podobnie jak państwo, usiłował podporządkować sobie Kościół, wynosząc na stolicę patriarszą surowego i prawego, choć nieco ograniczonego, mnicha Arseniusza. W następstwie świetnych zwycięstw Jana III Watatzesa, które pozwalały mieć nadzieję na odzyskanie Konstantynopola własnymi siłami za panowania Teodora II ochłodzeniu uległy stosunki Cesarstwa ze Stolicą Apostolską. Teodor sceptycznie podchodził do projektów zawarcia unii przygotowanych przez ojca. Nie dopuszczał również podporządkowania Kościoła greckiego Rzymowi. Do pojednania pomiędzy Kościołami mogło jego zdaniem dojść jedynie na zasadzie całkowitej równości stron, przy czym o wszelkich kwestiach dogmatycznych rozstrzygałby on jako cesarz i bezstronny sędzia.

### Polityka zagraniczna

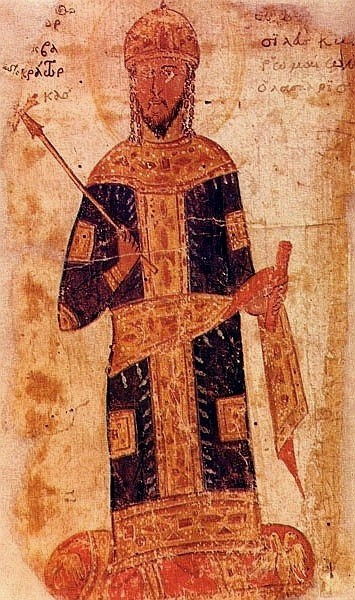
Podobizna Teodora II z Dziejów współczesnych bizantyńskiego polihistora Jerzego Pachymeresa.

Po śmierci Jana III Watazesa, Michał Paleolog, podejrzany o zdradę, zbiegł do Ikonium i popierany przez tamtejszego sułtana, wystąpił jako pretendent do korony cesarskiej. Niebezpieczeństwo, które zawisło nad Teodorem II, oddalił kolejny najazd Mongołów, który zmusił sułtana Ikonium do szukania pomocy w Nicei, a Michała Paleologa skłonił do powrotu do kraju i pogodzenia się z cesarzem. Za panowania Teodora II Bizantyńczycy zetknęli się po raz pierwszy z Mongołami. Poselstwo mongolskie zostało przyjęte przez cesarza z niezwykłym przepychem, który miał dać przybyszom wyobrażenie o potędze i bogactwie Cesarstwa Nicejskiego.

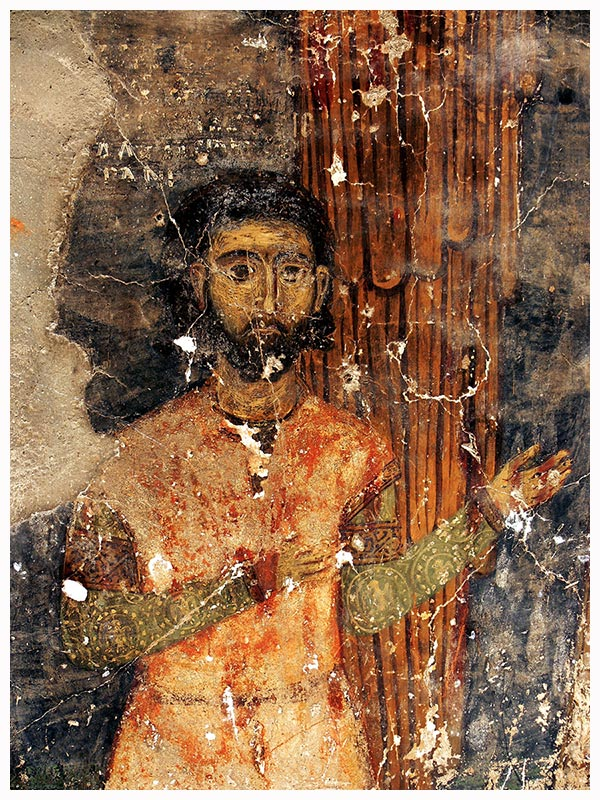
Michał I Asen

W 1255 roku, po śmierci Jana III Watatzesa, od zachodu najechał ziemie cesarskie car bułgarski Michał I Asen zdobywając kilka twierdz w Rodopach, m.in. Stanimachos i Peristicę (obec. Perusztica). W odpowiedzi na agresję bułgarską Teodor II wyprawił się dwukrotnie przeciw Bułgarii i po ciężkich walkach odebrał utracone twierdze. W czerwcu lub lipcu 1256 roku car został zmuszony do zawarcia pokoju w Regina (Erkene w Tracji). Na mocy zawartego układu cesarze nicejscy zachowywali swe zdobycze, jedynie północna Macedonia ze Skopje wracała do Bułgarii. Detronizacja Michała I Asena w wyniku przegranej wojny, doprowadziła do dwuletnich walk o władzę w Bułgarii i do objęcia tronu przez Konstantyna Asena Ticha. Jego małżeństwo z córką Teodora II, Ireną, zneutralizowało zagrożenie bułgarskie.

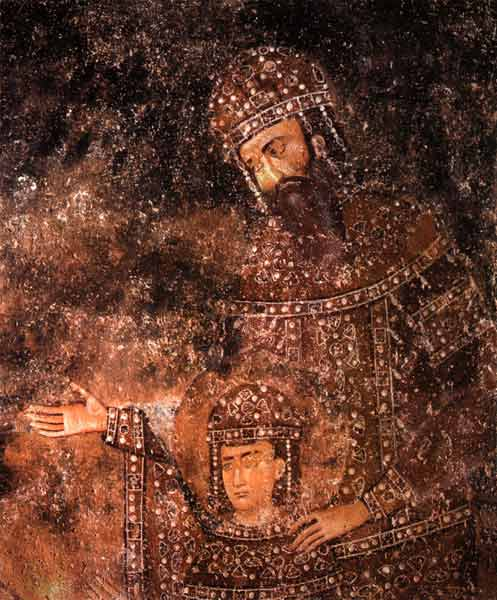
Stefan I Urosz

Po wybuchu wojny bułgarsko-nicejskiej władca Epiru Michał II Angelos podjął działania wymierzone przeciw Nicei, zawierając sojusz z królem Serbii Stefanem Uroszem I. Zwyciężywszy Bułgarów Teodor II zmusił w tym samym 1256 roku syna despoty Epiru, Nicefora do poślubienia swojej córki, Marii, doprowadzając do zawarcia unii personalnej Nicei z Epirem, projektowanej jeszcze przez jego ojca. Ślub stał się dla cesarza dodatkowo okazją do przyłączenia do Cesarstwa ziem epirockich w Macedonii i Albanii z twierdzami: Draczem i Serwią. Wiosną 1257 roku Michał II podburzył górali albańskich do wystąpienia przeciw Cesarstwu. Równoczesny atak armii epirockiej i serbskiej pozwolił mu na opanowanie utraconych wcześniej ziem w Albanii z wyjątkiem Dracza. Następnie przerzucił swe siły do Macedonii zajmując Kastorię i Prilep.

### Schyłek panowania

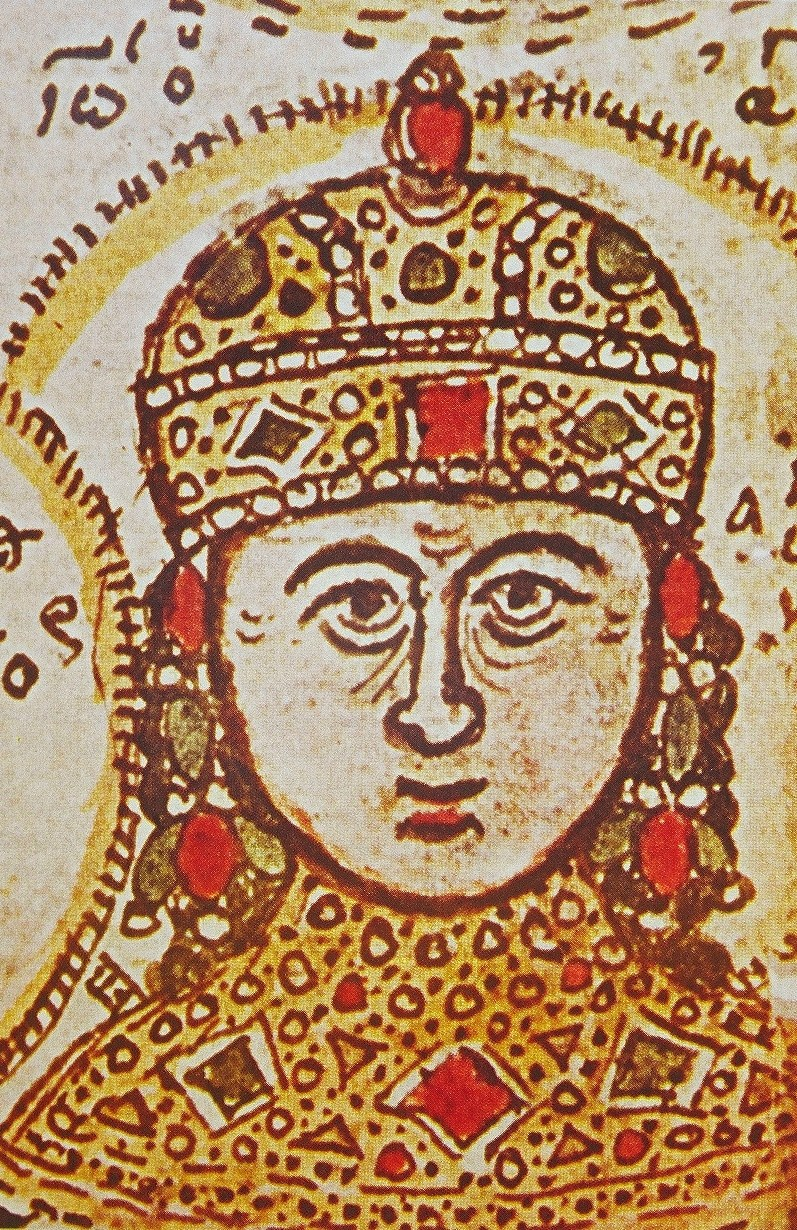
Jan IV Laskaris

Przejściowe niepowodzenia w Epirze Teodor II przypisał zajmującym wysokie stanowiska w armii możnowładcom nicejskim, doprowadzając do eskalacji konfliktu z tą grupą społeczną. Wytaczając liczne procesy przedstawicielom możnowładztwa i stosując wobec nich surowe kary, zacięty i chorobliwie drażliwy cesarz doprowadził do konfliktu, który w konsekwencji doprowadził do upadku dynastii Laskarysów. Teodor II zmarł w wyniku ataku epilepsji w sierpniu 1258 roku, w 36 roku życia, pozostawiając tron siedmioletniemu synowi Janowi IV. Przed śmiercią wyznaczył regentem swego przyjaciela Jerzego Muzalona, nie zważając na zażartą nienawiść do niego arystokracji nicejskiej. Chcąc zapewnić stabilność jego rządom, wymógł na możnowładcach z Michałem Paleologiem na czele, przysięgę posłuszeństwa. W dziewiątym dniu od śmierci Teodora II, podczas mszy żałobnej za duszę cesarza, Jerzy Muzalon i jego bracia zostali napadnięci i zamordowani u stóp ołtarza. Regencję powierzono Michałowi Paleologowi, który na przełomie 1258 i 1259 roku został ogłoszony współcesarzem.

## Twórczość
Teodor II pozostawił po sobie pracę O jedności przyrody, cytowaną zwykle pod łacińskim tytułem  De communione naturali, w której wykazywał jedność przyrody pomimo panujących w niej sprzeczności i przeciwieństw. Głównym dziełem Laskarysa jest jednak Teologia chrześcijańska (Christianiké teología) w 8 księgach, traktująca o Bogu, Trójcy Świętej i pochodzeniu Ducha Świętego. Na przemyśleniach zawartych w tym dziele oparł Teodor Laskarys swą polemiczną rozprawę O pochodzeniu Ducha Świętego (Peri aporeúmatos tu hagiu pneúmatos) skierowaną przeciw Łacinnikom. Teodor II napisał też szereg homilii i mów, między innymi: Na Zwiastowanie, Na Kosmę i Damiana, pism o treści ascetycznej, modlitw i kanonów.

## Rodzina
Około 1233 roku Teodor II został zaręczony z niewiele od siebie młodszą córką cara Bułgarii Iwana Asena II, Heleną. Po rozpadzie przymierza nicejsko-bułgarskiego w 1237 roku car zażądał oddania córki i zabrał ją do Tyrnowa, ostatecznie jednak Helena powróciła do Nicei, gdzie zmarła przed 1254 rokiem. Teodor II miał z nią pięcioro dzieci:
- Irenę Laskarinę (zm. ok. 1269) – poślubioną z początkiem 1258 roku przez cara bułgarskiego Konstantyna Asena Ticha,
- Marię Dukainę Laskarinę (zm. 1258/1259) – zaręczoną w 1249 roku, wydaną w 1256 roku za Nicefora Angelosa władcę Epiru w latach 1271–1296,
- Jana (25 grudnia 1250 – ok. 1305) – cesarza bizantyńskiego w latach 1258–1261
- Teodorę Laskarinę (zm. po 1273) – poślubioną po raz pierwszy po 1258 roku przez Mathieu de Mons barona Velligosti w Morei, powtórnie w 1273 roku przez Jakuba Swetosława, władcę Widynia, tytułującego się carem Bułgarii,
- Eudoksję Laskarinę – którą przed zimą 1262 poślubiła Guillame Pierre di Ventimiglia, Seigneur de Tenda. Po raz drugi wyszła za mąż w 1281 roku za Arnauda Rogera [I] księcia Pallars[1].